# Ezzard Charles
Ezzard Charles (Lawrenceville, 7 de julio de 1921 - Chicago, 28 de mayo de 1975) fue un boxeador estadounidense, campeón mundial del peso pesado 1949-1950.

## Biografía
Por motivos familiares se traslada desde muy joven a Cincinnati, dónde, según William Dettloff (biógrafo de Ezzard) 

El año en que nació Charles, hubo sesenta y tres linchamientos documentados de negros en los Estados Unidos. Durante los siguientes diez años, cuarenta y un afroamericanos fueron linchados allí mismo en Georgia.

 Este contexto hizo que comenzara su carrera como boxeador aficionado, hasta llegar a obtener en 1939 el título nacional aficionado del peso medio (torneo Guantes de Oro de Chicago). En 1940 da el salto a la profesionalidad, y durante tres años celebra 38 peleas, de las que gana 33, hasta que tiene que detener su carrera como consecuencia de la guerra. Durante 1944 y 1945 prestó servicio en el ejército y en 1946 regresa al boxeo.

## Peso Semipesado

### Ezzard frente a Archie Moore
En la categoría de peso semipesado, se enfrentó tres veces a Archie Moore (la Mangosta), conocido como el rey del nocaut
- el 20 de mayo de 1946 en Pittsburgh, resultando ganador, a los puntos, Ezzard
- el 5 de mayo de 1947 en Cincinnati vuelve a ganar, esta vez, por nocaut en el 8.° asalto[2]
- el 13 de enero de 1948 gana, igualmente, por nocaut en el 8.° asalto a Moore en una pelea sin título en Ohio.[3]

### Combate fatal contra Sam Baroudi
El 20 de febrero de 1948 se enfrenta a Sam Baroudi, en Chicago. Tras castigar con dureza a su rival, este cayó en el 10.° asalto. Aún tendido en la lona, Sam comenzó a convulsionar. Fue retirado en camilla hasta su camerino y trasladado después al hospital, donde falleció al cabo de unas horas, como consecuencia de una hemorragia cerebral.
Ezzard, aturdido por el suceso, se planteó dejar el boxeo. Fue, precisamente, el padre de Baroudi quien le animó para seguir peleando.

## Peso Pesado

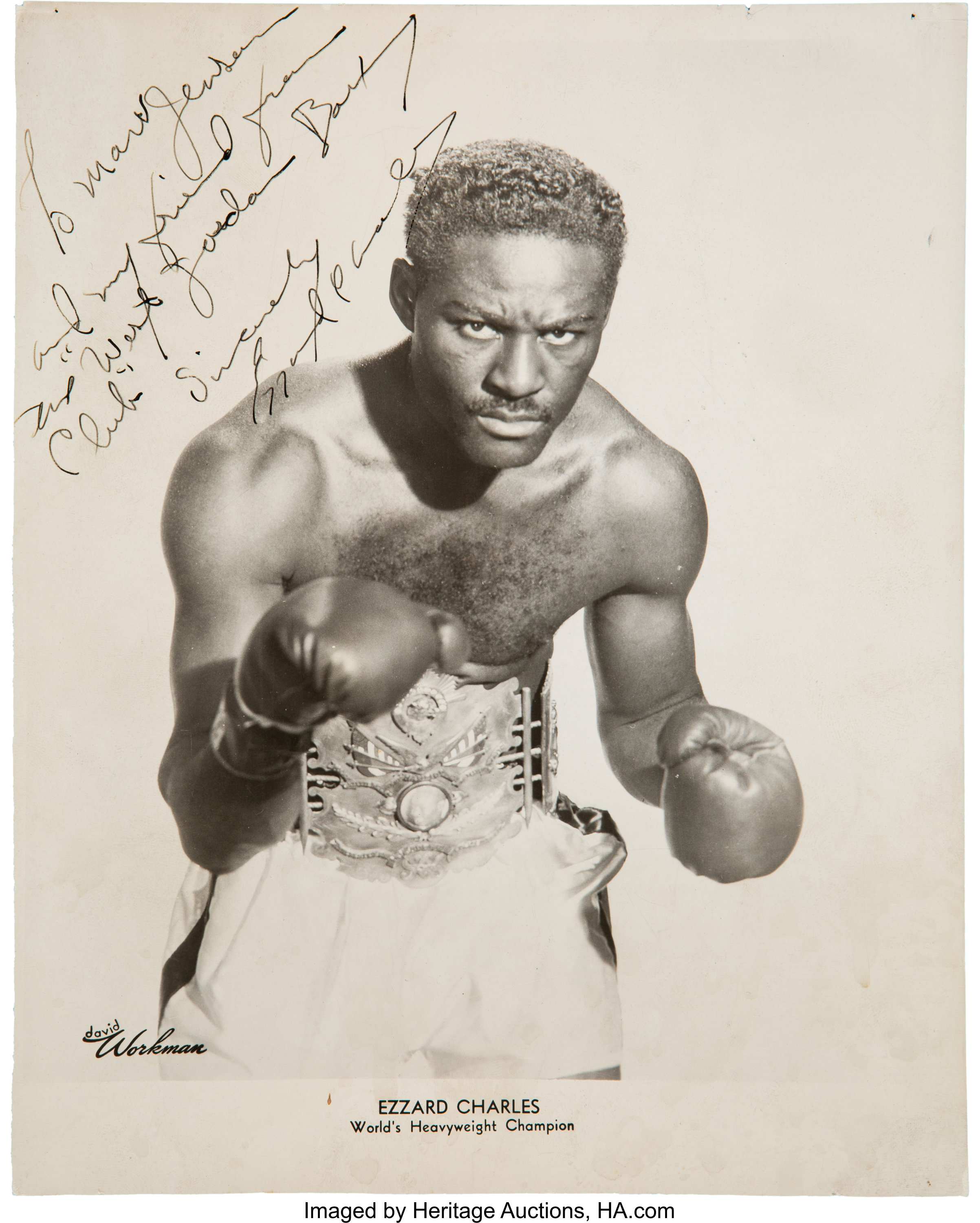
Fotografía de Ezzard Charles cuando era campeón del mundo de los pesos pesados

### Ezzard frente a Jersey Joe Walcott
Ya en categoría de peso pesado, el 22 de junio de 1949, se enfrentó, por primera vez, a Jersey Joe Walcott, en Chicago y ganó el campeonato nacional de la Asociación del Boxeo. En teoría, este combate era también para dilucidar el nuevo campeón del mundo, título vacante por la retirada de Joe Louis (The Brown Bomber, como era conocido), pero la comisión de Nueva York no lo reconoce. El 27 de septiembre de 1950, en Nueva York, se enfrenta a Louis, que había vuelto a boxear obligado por el fisco para pagar su deuda a la Hacienda, y le vence por puntos, con lo que se proclama campeón mundial de los pesos pesados. En este combate consigue, además, la hazaña de ser el único en completar los quince asaltos contra Louis y ganarle.
El 7 de marzo de 1951 vuelve a enfrentarse a Joe Walcott, por segunda vez, en Detroit resultando ganador Ezzard.
Poco después, el 18 de julio de 1951, en Pittsburgh, Walcott le arrebató el título, en un tercer combate en el que quedó nocaut en el 7.° asalto. Walcott partía como perdedor, con las apuestas en su contra (9-1) por su edad (tenía ya 37 años). Con esta victoria, se convertiría en el campeón de "peso pesado" de más avanzada edad hasta entonces, manteniendo este "título" hasta 1994, año en el que ganó George Foreman, con 45 años.
El 5 de junio de 1952, Ezzard y Walcott, volvieron a enfrentarse por cuarta vez, en Pensilvania, volviendo a ganar Walcott. Como dato curioso de este combate, cabe destacar que el árbitro Zach Clayton fue el primer afroamericano en arbitrar un combate del Campeonato Mundial de Peso Pesado.

### Ezzard frente a Rocky Marciano
Con posterioridad intentó dos veces más el asalto al título, pero perdió rotundamente en ambas frente a Rocky Marciano.
La primera ocasión fue el 17 de junio de 1954, ganando Marciano a los puntos. La segunda, tuvo lugar el 17 de septiembre de 1954, quedando Ezzard noqueado en el 8.° asalto.

## Retiro, enfermedad y fallecimiento
Continuó peleando hasta su retirada en 1959. Como profesional celebró 122 combates con 96 triunfos, 25 derrotas y 1 empate. Como buena parte de los grandes boxeadores retirados en aquella época, malvivió con distintos trabajos desde su retirada.
En 1966 le diagnosticaron esclerosis lateral amiotrófica
El 13 de noviembre de 1968, su amigo y oficial de policía, John McManus, con la ayuda de personalidades del mundo del boxeo, organizó una cena benéfica en su honor en el Gran Salón del Hotel Sherman de Chicago, a la que asistieron 1300 personas y en la que se recaudaron 15 000 $USA. Entre los asistentes, había varios personajes del mundo del boxeo y algunos boxeadores, entre los que cabe destacar a Archie Moore y Rocky Marciano, quienes se sentaron en la mesa principal, junto a Ezzard que, ya en ese momento, estaba postrado en una silla de ruedas.
Con el transcurso del tiempo, perdió la capacidad para hablar, comunicándose mediante parpadeos y pasó a depender de terceras personas para sus necesidades más básicas.
En 1974, debido a su estado, fue ingresado en el hospital de la Administración de Veteranos, en Chicago, para recibir cuidados paliativos, donde tuvo, entre otras, la visita de Joe Louis y donde falleció el 28 de mayo de 1975.
| Predecesor: Joe Louis | Campeón del mundo de los pesos pesados 1949-1951 | Sucesor: Jersey Joe Walcott |